# Eulithis inversa
Eulithis inversa là một loài bướm đêm trong họ Geometridae.